# 沓洞主教座堂
沓洞聖堂（韓語：답동성당），正式名稱是聖保祿主教座堂，是天主教仁川教區的主教座堂，位於韓國仁川廣域市中區，建於朝鮮日治時期，建築風格屬哥德式建築。

## 历史
1897年啟用，1981年9月25日被列入大韓民國史蹟第287號。